# 塗淮
塗淮（1420年—？），字達夫，江西南昌府靖安縣人，民籍，明朝政治人物。進士出身。

## 生平
江西鄉試第四十一名。景泰五年（1454年）甲戌科會試第十八名，殿試登進士第二甲第九十名。

## 家族
曾祖父塗益可。祖父塗伯璣。父亲塗鳳韶。